# Pasionario de Cunegunda

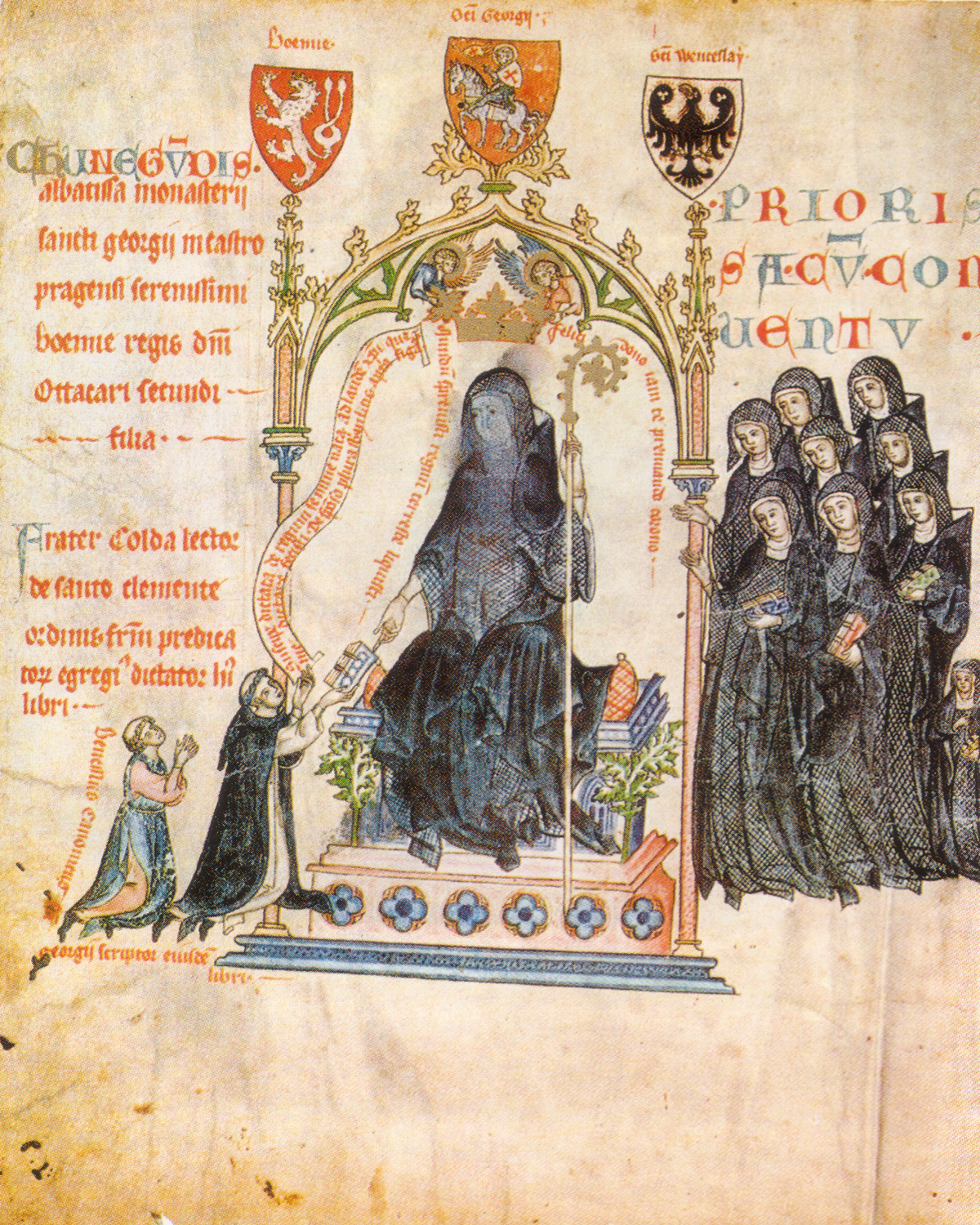
El Pasionario de Cunegunda o de la Abadesa Cunegunda

El Pasionario de Cunegunda o de la Abadesa Cunegunda (en checo, Pasionál abatyše Kunhuty) es un manuscrito ilustrado del siglo xiv, realizado a instancias de la abadesa Cunegunda, hija del rey Otakar II de Bohemia. Se cree que el texto, de contenido espiritual y místico, comenzó a componerse alrededor del año 1312 y fue terminado hacia 1321. Está bellamente ilustrado y es uno de los libros de miniaturas góticas más destacado de Bohemia.